# Rio Bonito (Braço do Norte)
Rio Bonito é o mais antigo bairro da cidade catarinense de Braço do Norte.
Antes da ocupação das matas do Braço do Norte, em 1860 instalaram-se no atual distrito de Rio Bonito Manoel Augusto, Francisco Sombrio, Jerônimo André, o velho Sabino, João Costa, Manoel Ferreira e Antônio Geremias. Nesta época foi aberta uma estrada para tropas e carro de boi.
Quando em 1879 o agrimensor Carlos Othon Schlappal mapeou o local da sede da então colônia de Braço do Norte, Gaspar Xavier Neves já havia requerido terras que atingiam o atual bairro, desde o rio Capivari em Gravatal até o rio Braço do Norte. Seguindo aproximadamente o traçado da SC-438, desta desviando então pela atual principal rua do bairro e passando em frente ao atual Cemitério Municipal de Braço do Norte, formou-se ao longo do antigo caminho dos tropeiros, a Serra do Imaruí. O bairro está localizado entre o antigo Porto do Gravatá e o então "Quadro do Norte" (atual Braço do Norte). Foi passagem obrigatória para os colonizadores da Colônia Grão Pará que desembarcavam no Porto de Gravatá.